# Prytanie
Die Prytanie (altgriechisch πρυτανεῖα, prytaneía) war vornehmlich im antiken Athen, aber auch in anderen Poleis, eine staatliche Einrichtung in der demokratischen Staatsverfassung seit den Reformen des Kleisthenes (509–507 v. Chr.). In der athenischen Demokratie leitete dieses Gremium, dem der Epistates vorstand, im Rotationsprinzip den Rat der 500.

## Zusammensetzung
Die Prytanie bestand aus 50 Prytanen und umfasste damit 1/10 des Rats der 500, der Boulé, die sich aus den Vertretern der zehn attischen Phylen, der Verwaltungseinteilung der Bürger, zusammensetzte. Die Prytanie entsprach somit den 50 Vertretern einer Phyle und so gab es zehn Prytanien: eine regierende und neun nicht regierende Prytanien. Mit der Erhöhung der Phylenanzahl auf 12, dann auf 13 ging auch eine Erhöhung der Anzahl an Prytanien einher.

## Amtszeit
Die Prytanie war jeweils für 1/10 des Jahres der geschäftsführende Ausschuss der Boule, das bedeutete im Sonnenjahr mit 366 Tagen: 6 mal 37 Tage und 4 mal 36 Tage lang, im Mondjahr ab 408/407 mit 354 Tagen: 6 mal 35 und 4 mal 36 Tage lang. Dadurch ergab sich eine amtliche Einteilung des Jahres in 10 Amtsmonate. Die nächste regierende Prytanie wurde jeweils zum Ende der Amtszeit der vorhergehenden ausgelost.

## Der Vorsitzende
Die Prytanie hatte einen täglich wechselnden Vorsitzenden (epistátes), der die Siegel- und – etwa für die Staatskasse – die Schlüsselgewalt innehatte und ab dem 5. Jahrhundert v. Chr. der Boule sowie der Volksversammlung vorstand. Später wurden aus den nicht regierenden 450 Ratsmitgliedern 9 „Vorsitzende“ (próhedroi) erlost, die die Rats- und Volksversammlungen zu organisieren hatten und wiederum ihren Leiter, ebenfalls Epistates genannt, auslosten, der ab dieser Zeit beide Versammlungen leitete. Durch diese Trennung der Amtsgewalt ergab sich eine weitere, demokratisch erwünschte Auflösung der Machtkonzentration auf der Leitungsebene, indem die Versammlungsleitung getrennt wurde von der Prytanie, die bereits durch Festlegung der Tagesordnungen erheblichen inhaltlichen Einfluss auf die Versammlungen nahm. Vorsitzender einer Prytanie durfte man nur einmal im Leben sein. Jede Prytanie hatte einen Protokollanten (grammateús katà prytaneíon), der die Beratungen festhielt und die Beschlussvorlagen aufschrieb.

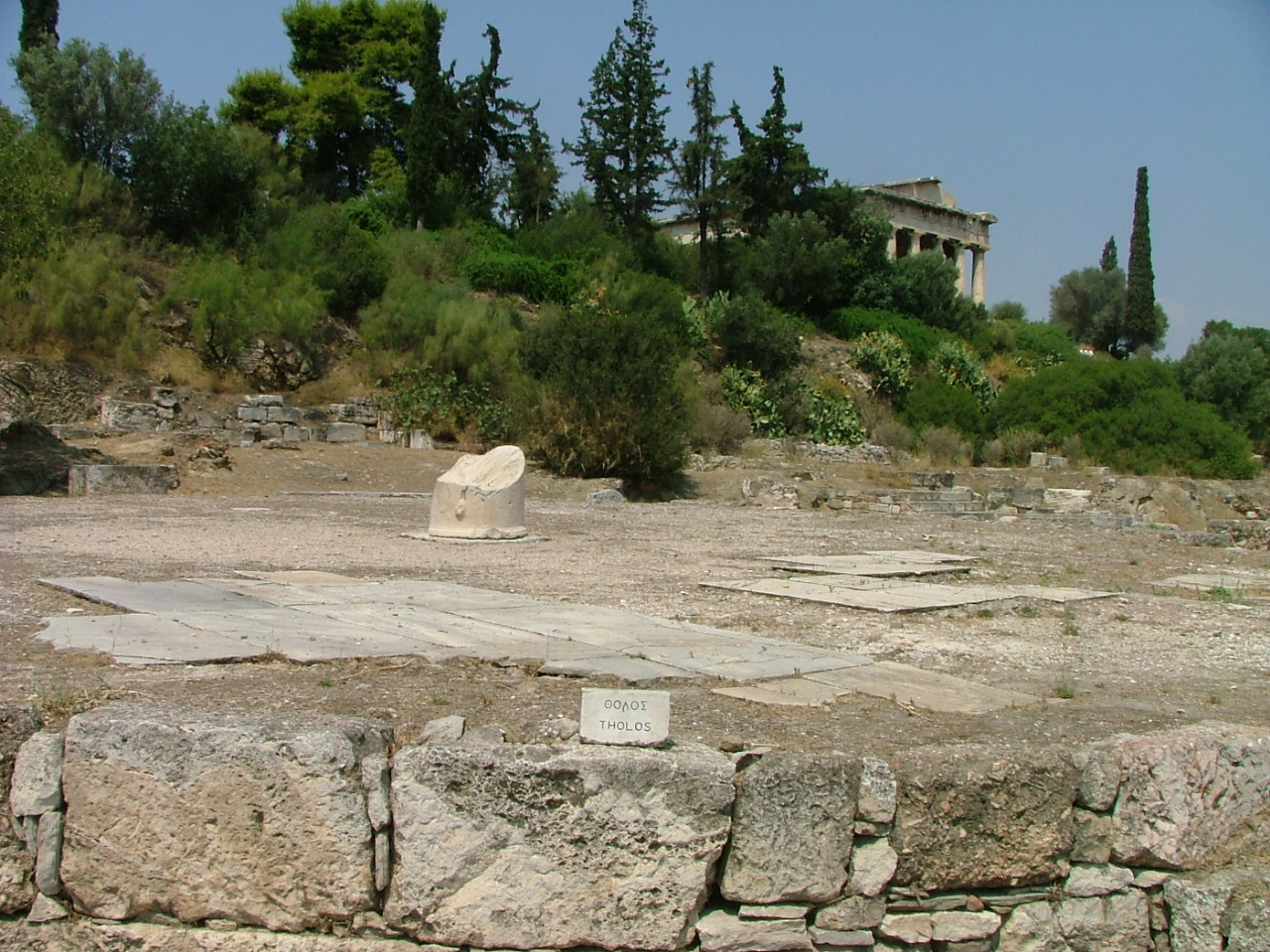
Reste der Tholos, Athen

## Die Aufgaben
Die Prytanie überwachte und steuerte das Gesetzgebungsverfahren, da alle Anträge und Abstimmungsvorlagen der athenischen Bürger und der Volksversammlung zuerst im Rat eingereicht und bearbeitet werden mussten, bevor sie als Ratsvorlagen (probouleúma) in die Volksversammlung gingen. Dazu mussten Ratsmitglieder kontaktiert werden, da sich nur Ratsmitglieder und Strategen direkt an den Rat wenden konnten. Weitere Aufgaben waren die Einladung zur Volksversammlung, Aufstellung der Tagesordnung der Volksversammlung und der Ratsversammlung, Empfang von Auslandsgesandtschaften und Ausländern, von Beamten und Privatleuten. Die Prytanie saß im Prytaneion, der Tholos am westlichen Rand der Agora, in welcher der Staatsherd stand und wo die Prytanen gemeinsam speisten. Das Prytaneion war auch während der Nacht von einigen Prytanen besetzt.